# Aleksander Walerian Jabłonowski

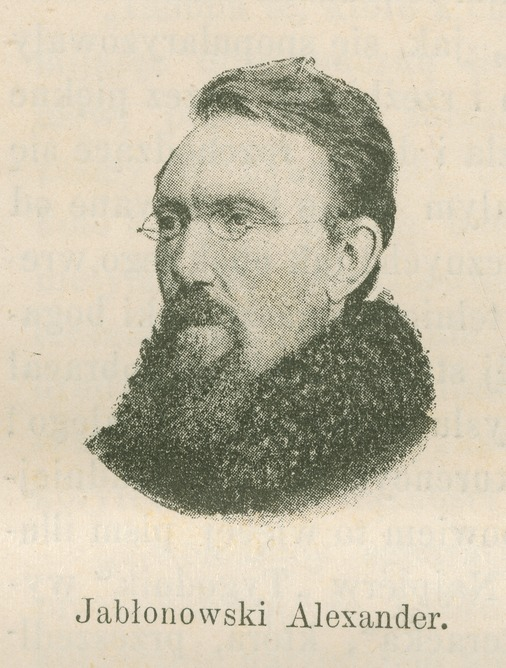
Aleksander Jabłonowski (1890)

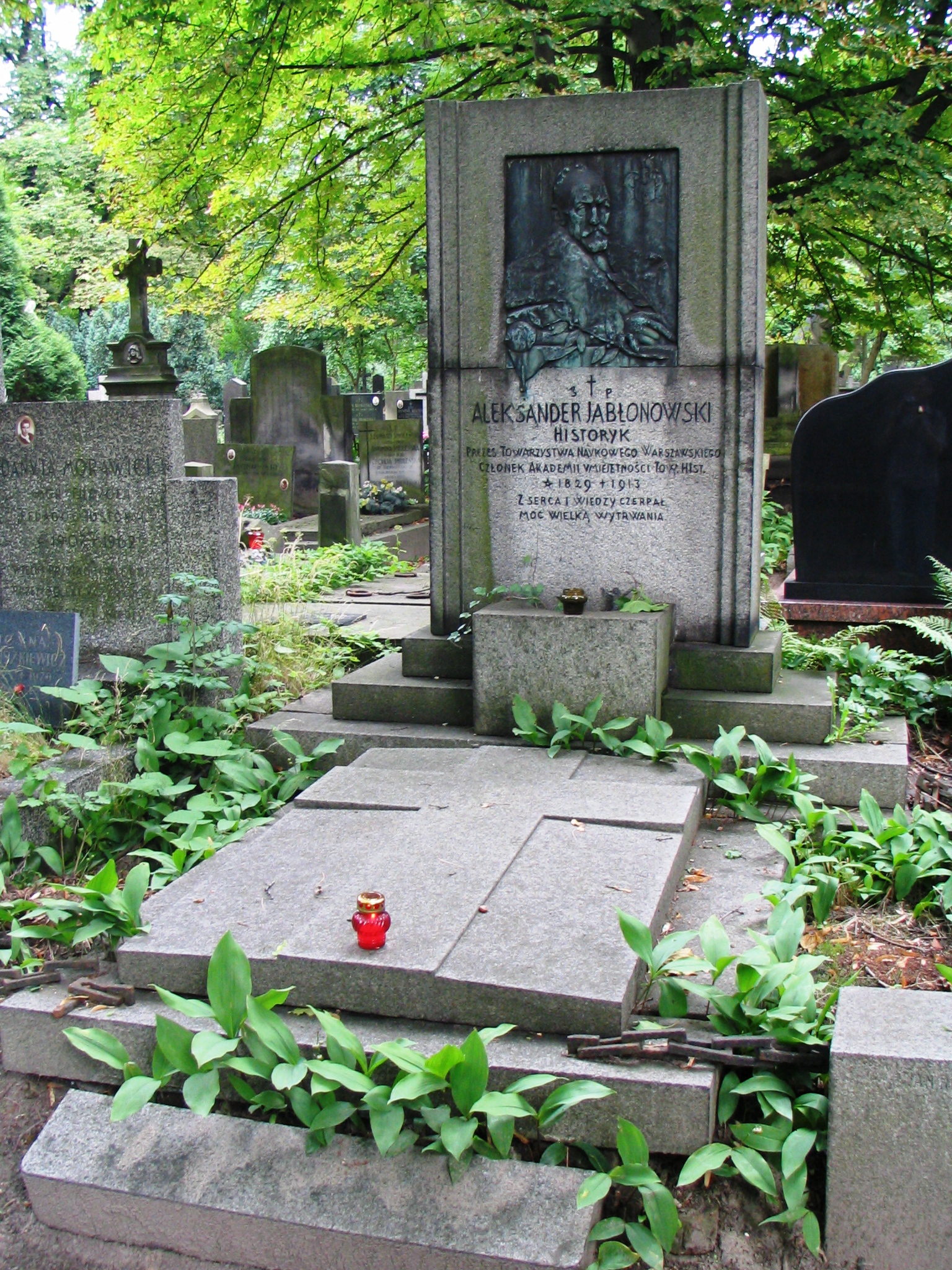
Grób Aleksandra Jabłonowskiego na Powązkach; Warszawa, 2008

Aleksander Walerian Jabłonowski herbu Prus I (ur. 19 kwietnia 1829 w Goźlinie koło Garwolina, zm. 22 sierpnia 1913 w Limanie Kujalnickim koło Odessy) – polski historyk, etnograf i podróżnik.

## Życiorys
Był synem Piotra Jabłonowskiego herbu Prus I, ziemianina, i Marianny Piotrowskiej herbu Junosza. Brat Juliana, odeskiego lekarza oraz Władysława Jabłonowskiego, lekarza i etnografa.
Gimnazjum ukończył w 1847 w Białymstoku. W latach 1848–1849 studiował na Uniwersytecie w Krakowie i w Dorpacie. W latach 1859–1860 przebywał na studiach slawistycznych i historycznych w Berlinie, Londynie, Brukseli (poznał tam Joachima Lelewela), Paryżu, Pradze, Wiedniu (poznał tam m.in. Vuka Karadžicia), Rzymie, Atenach i Konstantynopolu. Sześć następnych lat spędził na Ukrainie. Pracował jako nauczyciel. Był uczestnikiem prac konspiracyjnego Związku Trojnickiego oraz powstania styczniowego. Jesienią 1862 został wybrany członkiem komitetu prowincjonalnego Komitetu Centralnego Narodowego „Czerwonych”. (tzw. Wydział Wykonawczy Rusi). Za udział w tej organizacji w 1867 został zesłany do Kiereńska w guberni penzeńskiej, gdzie poświęcił się badaniu plemienia Mordwinów. W 1868 na mocy amnestii uzyskał zezwolenie na stałe osiedlenie się w Warszawie, gdzie oddał się pracy naukowej jako współwydawca (z Pawińskim) Źródeł dziejowych oraz współpracownik wielu pism, przede wszystkim Ateneum. W 1870 wyruszył w podróż do dzisiejszego Iraku, Iranu i Syrii, gdzie spotkał się ze swym bratem Władysławem i odbył z nim kilka wypraw krajoznawczych.
W latach 1879–1892 zwiedził Wschód muzułmański, Cylicję, Palestynę, Syrię, Kurdystan, Indie, Egipt, Bałkany, Krym i Zadnieprze. Zwiedził ruiny Niniwy koło Mosulu, a także Babilon i Karbalę. Wrażenia z podróży zawarł m.in. w studiach Ustęp z pamiętnika podróży po muzułmańskim Wschodzie odbytej w 1870 r. oraz Wschód muzułmański. Pod koniec życia, nie mogąc już podróżować ze względu na zdrowie, powrócił do Warszawy, gdzie kontynuował pracę publicystyczno-naukową oraz organizował życie naukowe.
Członek korporacji akademickiej Konwent Polonia i Towarzystwa Historycznego we Lwowie. 
Mimo braku afiliacji w żadnej instytucji naukowej, cieszył się rozpoznawalnością i uznaniem w środowisku naukowym. W 1897 otrzymał nagrodę fundacji śp. Probusa Barczewskiego krakowskiej Akademii Umiejętności. W 1912 otrzymał tytuł doktora honoris causa Uniwersytetu Lwowskiego.
Zmarł na zapalenie płuc. Spoczywa wraz ze swoim bratankiem na cmentarzu Powązkowskim w Warszawie (kw. 209–VI–24).

### Podróże na Bałkany
W 1860 odbył pierwszą podróż do Chorwacji, gdzie zawarł znajomość z bp. Josipem Jurajem Strossmayerem, która wywarła na duży wpływ na jego zainteresowanie Bałkanami. W 1872 trafił do Hercegowiny, gdzie od roku pracował jego brat. Kolejny raz na Bałkany trafił w 1878 oraz, po raz ostatni, w 1894. Uważał, że tamtejsi Słowianie powinni uniezależnić się od Turcji i zacząć się modernizować na wzór państw zachodnich.
Relacje Jabłonowskiego wyróżniają się na tle innych podróżników z epoki. Dzięki przygotowaniu i znajomości języka, unikał schematycznego i stereotypowego opisywania Bałkanów. Jego wspomnienia mają stanowić „przykład recepcji Bałkanów przez osobę dobrze wykształconą, posiadającą szerokie horyzony, która nie tylko znała, ale przede wszystkim rozumiała problemy, z jakimi borykali się mieszkańcy tych terenów”.

## Dzieła
Ogłosił drukiem wiele dzieł, z których znaczna część poświęcona jest dziejom południowo-wschodnich ziem Polski (Wołynia, Podola, Ukrainy i Wołoszczyzny). Opublikował dużą liczbę opracowań oraz artykułów zamieszczanych w czasopismach. Część jego prac zebrana jest w wydaniu zbiorowym Pisma t. 1–7 (Warszawa 1910–1913). W latach 1876–1915 wraz z Adolfem Pawińskim współredagował Źródła dziejowe bardzo ważne wydawnictwo materiałów źródłowych dotyczące polskiej historii XVI i XVII wieku. W cyklu tym napisał wiele tomów:
- T. 1. Aleksander Walerian Jabłonowski: Krzysztofa Grzymułtowskiego wojewody poznańskiego Listy i mowy. Warszawa: Emil Skiwski, 1876. Brak numerów stron w książce,
- T. 5. Aleksander Walerian Jabłonowski: Lustracye królewszczyzn ziem ruskich Wołynia, Podola i Ukrainy z pierwszej połowy XVII wieku. Warszawa: Gebethner i Wolff, 1877. Brak numerów stron w książce
- T. 6. Aleksander Walerian Jabłonowski: Rewizya zamków ziemi wołyńskiej w połowie XVI wieku.... Warszawa: Gebethner i Wolff, 1877. Brak numerów stron w książce
- T. 10. Aleksander Walerian Jabłonowski: Sprawy wołoskie za Jagiellonów : akta i listy. Warszawa: Księgarnia Gebethnera i Wolffa, 1878. Brak numerów stron w książce

W drugiej serii pt. Polska XVI wieku pod względem geograficzno-statystycznym opublikował:
- T. 17. w serii, T. 6 w publikacji, Podlasie cz. 1, Warszawa, 1908.
- T. 18. w serii, T. 7. Aleksander Jabłonowski: Polska XVI wieku pod względem geograficzno-statystycznym, t.7 Podlasie. Warszawa: Gebethner i Wolff, 1909. Brak numerów stron w książce
- T. 19. w serii, T. 8. Aleksander Jabłonowski: Polska XVI wieku pod względem geograficzno-statystycznym, t.8 Podlasie. Warszawa: Gebethner i Wolff, 1910. Brak numerów stron w książce
- T. 20. w serii, T. 9. Aleksander Jabłonowski: Polska XVI wieku pod względem geograficzno-statystycznym, Ziemie ruskie. Ruś Czerwona. Cz. 1. Warszawa: Główny skład u Gebethnera i Wolffa, 1902. Brak numerów stron w książce
- T. 21. w serii, T. 10. Aleksander Jabłonowski: Polska XVI wieku pod względem geograficzno-statystycznym, Ziemie ruskie. Ruś Czerwona. Cz. 2. Warszawa: Główny skład u Gebethnera i Wolffa, 1903. Brak numerów stron w książce
- T. 22. w serii, T. 11. Aleksander Jabłonowski: Polska XVI wieku pod względem geograficzno-statystycznym, Ziemie ruskie. Wołyń i Podole. Warszawa: Główny skład u Gebethnera i Wolffa, 1889. Brak numerów stron w książce
- T. 23. w serii, T. 12. Aleksander Jabłonowski: Polska XVI wieku pod względem geograficzno-statystycznym, Ziemie ruskie. Ukraina (Kijów-Bracław). T. 1. Warszawa: Główny skład u Gebethnera i Wolffa, 1894. Brak numerów stron w książce
- T. 24. w serii, T. 13. Aleksander Jabłonowski: Polska XVI wieku pod względem geograficzno-statystycznym, Ziemie ruskie. Ukraina (Kijów-Bracław). T. 2. Warszawa: Główny skład u Gebethnera i Wolffa, 1894. Brak numerów stron w książce
- T. 25. w serii, T. 14. Aleksander Jabłonowski: Polska XVI wieku pod względem geograficzno-statystycznym, Ziemie ruskie. Ukraina (Kijów-Bracław). T. 3. Warszawa: Główny skład u Gebethnera i Wolffa, 1897. Brak numerów stron w książce

Wydał także:
- Akademia Kijowsko-Mohilańska (Kraków 1899/1900),
- Historia Rusi południowej (Kraków 1912)

## Członkostwo w organizacjach naukowych
- Towarzystwo Historyczne im. Nestora w Kijowie, 1892
- Royal Historical Society (członkostwo honorowe), 1915
- Akademia Umiejętności w Krakowie (od 1894 członek korespondent, od 1903 członek zwyczajny)
- Towarzystwo Historii i Starożytności Rosyjskich w Moskwie
- Towarzystwo Miłośników Historii w Warszawie, (pierwszy prezes od 1905)
- Towarzystwo Naukowe Warszawskie (pierwszy prezes – pełnił tę funkcję do śmierci w 1913)
- Towarzystwo Kursów Naukowych (założyciel)
- Towarzystwo Miłośników Historii we Lwowie (członkostwo honorowe)
- Towarzystwo Historyczne we Lwowie (członkostwo honorowe)

## Upamiętnienie
W 170 rocznicę urodzin Jabłonowskiego, 10 października 1999, w Mariańskim Porzeczu odsłonięto obelisk oraz tablicę pamiątkową ku jego czci.